# رافييل فولتين
رافييل فولتين (بالألمانية: Rafael Foltyn) (من مواليد 21 يونيو 1985)، هو حكم كرة قدم ألماني.

## مسيرته
يعيش حالياً في مدينة فيسبادن الألمانية، يعمل حَكَماً في الاتحاد الألماني لكرة القدم لنادي TSG 1846 Mainz-Kastel. خلال موسمي 2008/09 و 2011/12، حكم في مبارات الدوري الألماني الدرجة الرابعة للشمال و الغرب و الجنوب. تخصص لاحقاً كـحَكَم مساعد.
بصفته حكم مساعد، شارك في مباريات الدوري الألماني الدرجة الثانية منذ موسم 2010-11، و مباريات الدوري الألماني (البوندسليغا) منذ موسم 2012-13. أصبح حكماً مساعداً في الدوري الأوروبي ودوري أبطال أوروبا بعد موسم 2015-16.
في شهر نيسان عام 2021، ترشح لفريق حكّام دانيال سيبرت لـبطولة أمم أوروبا 2020 في حزيران و تموز عام 2021 مع جان سايدل.
ترشح مرة أخرى في شهر أيار عام 2022 مع جان سايدل ليكون من ضمن فريق حكّام دانيال سيبرت لكأس العالم 2022 في تشرين الثاني و كانون الأول عام 2022.